# Princípio da Determinação no Direito Penal
O 'Princípio da Determinação' no Direito penal ensina que uma conduta só pode ser considerada Infração penal, e, consequentemente, gerar uma sanção punitiva ao agente, caso tal conduta esteja devidamente descrita e determinada pela Legislação como Infração Penal.
O legislador, ao querer coibir uma conduta que considere criminosa, deve, segundo esse princípio, determinar com clareza e precisão qual ou quais os atos, omissões e situações exatos que, se exatamente praticados, configurarão uma Infração Penal. Do mesmo modo, deve determinar com parâmetros exatos, caso entenda que deva haver uma sanção, quais os limites da pena a ser aplicada ao agente. Caso contrário, ficando a sanção não devidamente determinada, ela não deverá ser aplicada, em respeito a este Princípio.
O Princípio da Determinação acaba gerando a outro princípio, o da Taxatividade, uma vez que, ao exigir que o Tipo penal seja determinado e exato em sua descrição, ele acaba sendo taxativo ao indicar ao julgador o que configura infração e pode ser punido, limitando drasticamente a autonomia deste em definir se a conduta efetivamente praticada é ilícita.
O Princípio da Determinação é resultado do previsto no Código Penal Brasileiro que, em seu artigo 1º afirma que: "Não há crime sem lei anterior que o defina. Não há pena sem prévia cominação legal."